# Канжут-Сар
Канжут Сар (7760 м) — вершина хребта Гіспар Музтаг, в  Каракорумі. 26-та по висоті у світі та 11-та у Пакистані. У масиві Канжут Сара виділяють дві вершини, Канжут Сар I (7760 м) і Канжут Сар II (6831 м) за 7 км на південно-південний-схід від головної вершини.
Першосходження на Канжут Сар I здійснив у 1959 році Камілло Пеллісьє, учасник італійської експедиції під керівництвом Гуїдо Монзіно.

## Ресурси Інтернету
- Northern Pakistan — highly detailed placemarks of towns, villages, peaks, glaciers, rivers and minor tributaries in Google Earth [Архівовано 4 лютого 2012 у Wayback Machine.]
- Вершини Північного Пакистану [Архівовано 4 лютого 2012 у Wayback Machine.]

## Виноски
| Гора | Це незавершена стаття про гірську вершину. Ви можете допомогти проєкту, виправивши або дописавши її. |